# هاري باول بيلي
هاري باول بيلي (بالإنجليزية: Harry Paul Bailey) هو عالم الأرض ‏ أمريكي، ولد في 1913، وتوفي في 15 ديسمبر 1979.